# Gustaw
Gustaw est un village dans la Province de Badakhshan, dans le nord-est de l'Afghanistan.